# Ernst Hohenberg
Ernst Hohenberg (Konopiště, Češka Republika, 17. svibnja 1904. – Graz, 5. ožujka 1954.), najmlađi sin nadvojvode Franje Ferdinanda i grofice Sofija Chotek.

## Životopis
Ernst je rođen 17. svibnja 1904. godine u češkom dvorcu Konopiště kao najmlađe dijete Franje Ferdinanda i Sofije Chotek. Nakon izvršenog atentata na njegove roditelje 1914. godine, brigu o Ernstu, njegovoj sestri Sofiji i bratu Maksimilijanu, je preuzela njihova tetka Henriette grofice Chotek i bliski prijatelj njihova oca, grof Jaroslav od Thuna i Hohensteina. Službeni skrbnik Ernsta, njegove sestre i brata, je postao kralj Franjo Josip I. 31. kolovoza 1917. austro-ugarski kralj Karlo I. Austrijski je Erstu i njegovom bratu dodijelio naslov princa, dokle je Sofiji dodijelio plemićki naslov grofice. 1918. godine, novoosnovana Čehoslovačka je ukinula pravo vlasništva njegovih roditelja, uključujući i ono na dvorac Konopiště i imanje u Chlumec nad Cidlinou. Ernst je nakon Prvog svjetskog rata, 1919. godine, zajedno sa sestrom i bratom bio prislijen napustiti Čehoslovačku. Čehoslovačke vlasti su im dozvolile da svaki sa sobom ponese svega 5 kg. prtljage. Preselili su se u Beč i dvorac Artstetten blizu Wachaua. 1919. godine ukinuta im je plemička titula austrijskim zakonom o plemstvu. Ernst je u Austriji studirao šumarstvo u Brucku na Muri nedaleko od Graza. Zajedno s bratom bio je vođa monarhističkih skupova u Austriji, te član Heimwehra. Ernst i Maksimilijan su bili u bliskom kontaktu s Ottom von Habsburgom, s kojim su se slagali oko toga da su Treći Reich i Adolf Hitler prijetnja Austriji, katoličanstvu i transnacionalnoj suradnji na prostorima bivše Austro-Ugarske Monarhije. Nacisti su u dinastiji Habsburg vidjeli prepreku koja ih ometa u njihovim planovima apsorpcije Austrije. Sam Hitler je mrzio Habsburgovce. Anschlussom Austrije 1938. godine, Ernest i Maksimilijan su zbog svojih protunacističkih stavova bili uhićeni. 1. travnja 1938. deportirani su u Koncentracijski logor Dachau zajedno sa 150 ostalih zatvorenika. Cjelokupnu imovinu u Austriji su im konfiscirale vlasti Trećeg Reicha. U logoru su Ernst i Maksimilijan proživljeli maltretiranja, mučenja i ponižavanja. Ernst je nakon Dachaua premješten u Koncentracijski logor Flossenbürg i potom u Koncentracijski logor Oranienburg. Iz logora je bio pušten tek 1943. godine. Ernst Hohenberg preminuo je u Grazu 5. ožujka 1954. godine.

## Potomstvo
25. svibnja 1936. godine, Ernst je oženio Mariju-Teresu Wood s kojom je imao dva sina. 
- Princ Franjo Ferdinand Maksimilijan Georg Ernst Marija Josip Zakarius Ignac od Hohenberga (1937. – 1978.);
- Prince Ernst Georg Elemer Albert Josip Antonius Peregrinus Rupertus Marija od Hohenberga (1944. - ).